# Vellereux
Vellereux is een dorp in de Belgische provincie Luxemburg. Het ligt in Mabompré, een deelgemeente van Houffalize. Het dorpscentrum van Vellereux ligt een kilometer ten westen van dat van Mabompré.

## Geschiedenis
Op het eind van het ancien régime werd Vellereux een gemeente, met daarbij ook de gehucht Bonnerue en Engreux. In 1823 werden bij gemeentelijke herindelingen in Luxemburg veel kleine gemeenten samengevoegd en Vellereux werd bij de gemeente Mabompré gevoegd.

## Bezienswaardigheden
- De Église Saint-Blaise

Deelgemeenten: Houffalize · Mabompré · Mont · Nadrin · Tailles · Tavigny · Wibrin

Overige kernen: Achouffe · Alboumont · Bœur · Bonnerue · Buret · Cetturu · Chabrehez · Cowan · Dinez · Engreux · Filly · Fontenaille · Mormont · Ollomont · Pisserotte · Sommerain · Taverneux · Vellereux · Vissoûle · Wandebourcy · Wilogne

Belgische gemeenten · Arrondissement Bastenaken · Luxemburg · Wallonië